# Musiker ohne Grenzen
Musiker ohne Grenzen e.V. ist ein gemeinnütziger Verein, der im März 2008 von Musikstudenten, wie z. B. Benjamin Scheuer, der Hochschule für Musik und Theater Hamburg (HfMT) gegründet wurde.

## Ziele und Aufbau
Musiker ohne Grenzen begründet ein weltweites Netzwerk kreativer Musikprojekte mit dem Ziel, Menschen einander näher zu bringen und ihnen unabhängig von ihrer Lebenssituation einen Zugang zur Musik zu ermöglichen. Der Verein vermittelt Musiker und Sachspenden, welche die Projekte in ihrer Arbeit unterstützen. Durch die musikalische Arbeit in sozialen Brennpunkten bietet das Projekt Alternativen zu einer kriminellen Karriere und dem sozialen Abseits.
Aktuell bestehen Projekte in Guayaquil (Gründungsprojekt in Ecuador), Playas (Ecuador), Olón (Ecuador), Galapagos (Ecuador), Accra (Ghana), und in Bremen.
Musiker ohne Grenzen wird unterstützt von der Hochschule für Musik und Theater Hamburg und einem Netzwerk aktiver Musiker.

## Geschichte
Den Grundstein für das Gründungsprojekt in Guayaquil, Ecuador, legte Magdalena Abrams 2005, nachdem sie ein Jahr für die Dachorganisation des Projektes 'Mi Cometa' Musikunterricht gegeben hatte. Seit 2007 finden dort jährlich mehrwöchige Arbeitseinsätze durch Gruppen statt, die seit 2010 um Musikalische Freiwilligendienste ergänzt werden.